# Björn Andersson (Fußballspieler, 1951)
Björn Andersson (* 20. Juli 1951 in Perstorp) ist ein ehemaliger schwedischer Fußballspieler.

## Karriere

### Vereine
Andersson gehörte mit noch nicht 19 Jahren zum Kader des Erstligisten Östers IF, für den er von 1970 bis 1974 in der Allsvenskan, der höchsten Spielklasse im schwedischen Fußball, aktiv war. Mit Ende der Spielzeit, am 27. Oktober, wechselte er nach Deutschland zum Bundesligisten FC Bayern München, für den er am 23. November (14. Spieltag) beim 2:2-Unentschieden im Heimspiel gegen Rot-Weiss Essen – eine Halbzeit lang – debütierte. Sein einziges Bundesligator erzielte er am 19. April 1975 (28. Spieltag), beim 3:1-Sieg im Heimspiel gegen Tennis Borussia Berlin, mit dem zwischenzeitlichen 1:0 in der 8. Minute. In den drei Spielzeiten für die Bayern bestritt Andersson 47 Liga-, 5 DFB-Pokal-, 2 Weltpokalspiele und 11 im Europapokal der Landesmeister.
Im Europapokalfinale gegen Leeds United am 28. Mai 1975 erlitt Andersson nach einem Foul durch Terry Yorath in der 4. Spielminute eine schwere Knieverletzung. Er fiel bis Anfang 1976 aus und erholte sich nie mehr vollständig davon.
1977 kehrte Andersson nach Schweden zurück und absolvierte noch drei Spielzeiten bei seinem ehemaligen Verein, mit dem er 1977 den nationalen Vereinspokal und 1978 die Meisterschaft gewann. Anschließend spielte er noch zwei bzw. drei Spielzeiten bei Markaryds IF bzw. Vallentuna BK.

### Nationalmannschaft
Andersson bestritt zwischen 1972 und 1976 28 Länderspiele für die A-Nationalmannschaft und erzielte ein Tor. Persönlicher Höhepunkt für ihn war die Teilnahme an der Weltmeisterschaft 1974 in Deutschland, bei der er in der Gruppe III der 1. Finalrunde dreimal und in der Gruppe B der 2. Finalrunde, bei der 0:1-Niederlage gegen die Nationalmannschaft Polens, zum Einsatz kam. Sein letztes Länderspiel bestritt er am 28. April 1976 in Wien beim 0:1 gegen die Nationalmannschaft Österreichs.

## Erfolge
- Weltpokalsieger 1976 (mit dem FC Bayern München)
- Europapokalsieger der Landesmeister 1975, 1976 (mit dem FC Bayern München)
- Schwedischer Meister 1978 (mit Östers IF)
- Schwedischer Pokalsieger 1977 (mit Östers IF)

## Sonstiges
Andersson war ab Mitte der 1990er Jahre beim FC Bayern München im Nachwuchsbereich tätig, unterbrochen von einem achtmonatigen Schwedenaufenthalt bei IS Halmia im Jahr 2001. In der Saison 2003/04 war er gemeinsam mit Michael Henke Co-Trainer der Bayern. Anfang 2009 kehrte er nach Schweden zurück und übernahm einen Posten bei der Svenska Fotbollsakademin in Stockholm, um Spieler und Trainer auszubilden.